# Sebasmia vetusta
Sebasmia vetusta är en skalbaggsart som beskrevs av Holzschuh 2006. Sebasmia vetusta ingår i släktet Sebasmia och familjen långhorningar. Inga underarter finns listade i Catalogue of Life.